# Brouffe
Brouffe är ett vattendrag i Belgien.   Det ligger i regionen Vallonien, i den södra delen av landet, 80 km söder om huvudstaden Bryssel.
I omgivningarna runt Brouffe växer i huvudsak blandskog. Runt Brouffe är det ganska glesbefolkat, med 47 invånare per kvadratkilometer.